# Дандоло, Джованна
Джованна Дандоло (итал. Giovanna Dandolo) — догаресса Венеции, жена дожа Паскуале Малипьеро (пр. 1457—1462).
Джованна Дандоло родилась около 1400 года в семье Антонио Дандоло. Вышла замуж за Паскуале Малипьеро в 1414 году. У неё было четверо детей: Лоренцо, Антонио, Маддалена и Поло.
Супруг Джованны был избран дожем в 1457 году. Она прошла через церемонию коронации и въезда в Венецию в качестве догарессы в январе 1458 года. Как и её предшественница, Джованна Дандоло стала играть заметную публичную роль догарессы, исполняя представительские функции и выступая в качестве защитницы некоторых профессий и отдельных художников. Она поддерживала недавно появившееся в Венеции книгопечатание и производство кружев в Бурано, а также финансировала многих писателей, художников и учёных. Её называли «императрицей книгопечатания» и «королевой кружев» благодаря её роли покровительницы этих занятий.
Джованна собрала вокруг себя круг «литераторов» и писателей, которым оказывала покровительство. Палацци в своей La Virtu in Giuocco следующим образом описал её:
«принцесса с великолепными физическими и умственными способностями, но не обладающая никаким частным состоянием … в 1469 году Джованни Спира посвятил ей первую книгу, когда-либо напечатанную в Венеции».
Многие из ранних книг, напечатанных в Венеции, были посвящены ей в благодарность за её покровительство, в том числе четыре из первых книг, напечатанных в Венеции в 1469 году.
Дандоло также была покровительницей кружевного производства Бурано, которое развивалось в этот период. По слухам, она собрала вокруг себя знатных дам и сама изготовляла вместе с ними это кружево.
Единственный известный сохранившийся портрет догарессы XV века — это портрет Джованны Дандоло на обороте медали, выполненной Пьетро да Фано (около 1460 года). Она была единственной догарессой, изображённой на портретной медали до XVI века, а также одной из трёх итальянских женщин, вместе с Изоттой дельи Атти и Сесилией Гонзагой, дочерью Джанфранческо I Гонзаги, портреты которых были изображены на медалях до XVI века.